# Choerodon anchorago
Choerodon anchorago là một loài cá biển thuộc chi Choerodon trong họ Cá bàng chài. Loài này được mô tả lần đầu tiên vào năm 1791.

## Từ nguyên
Từ định danh anchorago trong tiếng Latinh mang nghĩa là "giống mỏ neo", hàm ý đề cập đến bộ răng ở hàm dưới của loài cá này, được mô tả là "uốn cong vào phía trong và ra cả bên ngoài", nên Bloch đã gọi nó với cái tên là Ankerzahn (từ tiếng Đức, tạm dịch là "răng hình neo").

## Phạm vi phân bố và môi trường sống
Ở Ấn Độ Dương, C. anchorago được biết đến tại Sri Lanka và quần đảo Andaman và Nicobar; còn ở Tây Thái Bình Dương, phạm vi của chúng mở rộng đến vùng biển các nước Đông Nam Á và các đảo quốc thuộc Micronesia và Melanesia ở phía đông, cũng như tại Tonga, giới hạn về phía bắc đến quần đảo Ryukyu và quần đảo Ogasawara (Nhật Bản), xa về phía nam đến bờ đông Úc.
Tại Việt Nam, loài cá này được ghi nhận tại vịnh Vân Phong (Khánh Hòa), cù lao Chàm (Quảng Nam), Côn Đảo và quần đảo Trường Sa.
C. anchorago sống ở khu vực nền đáy cát có lẫn san hô và đá vụn hoặc các thảm cỏ biển, gần các rạn san hô ở vùng biển ngoài khơi và trong các đầm phá ở độ sâu đến 25 m.

## Mô tả

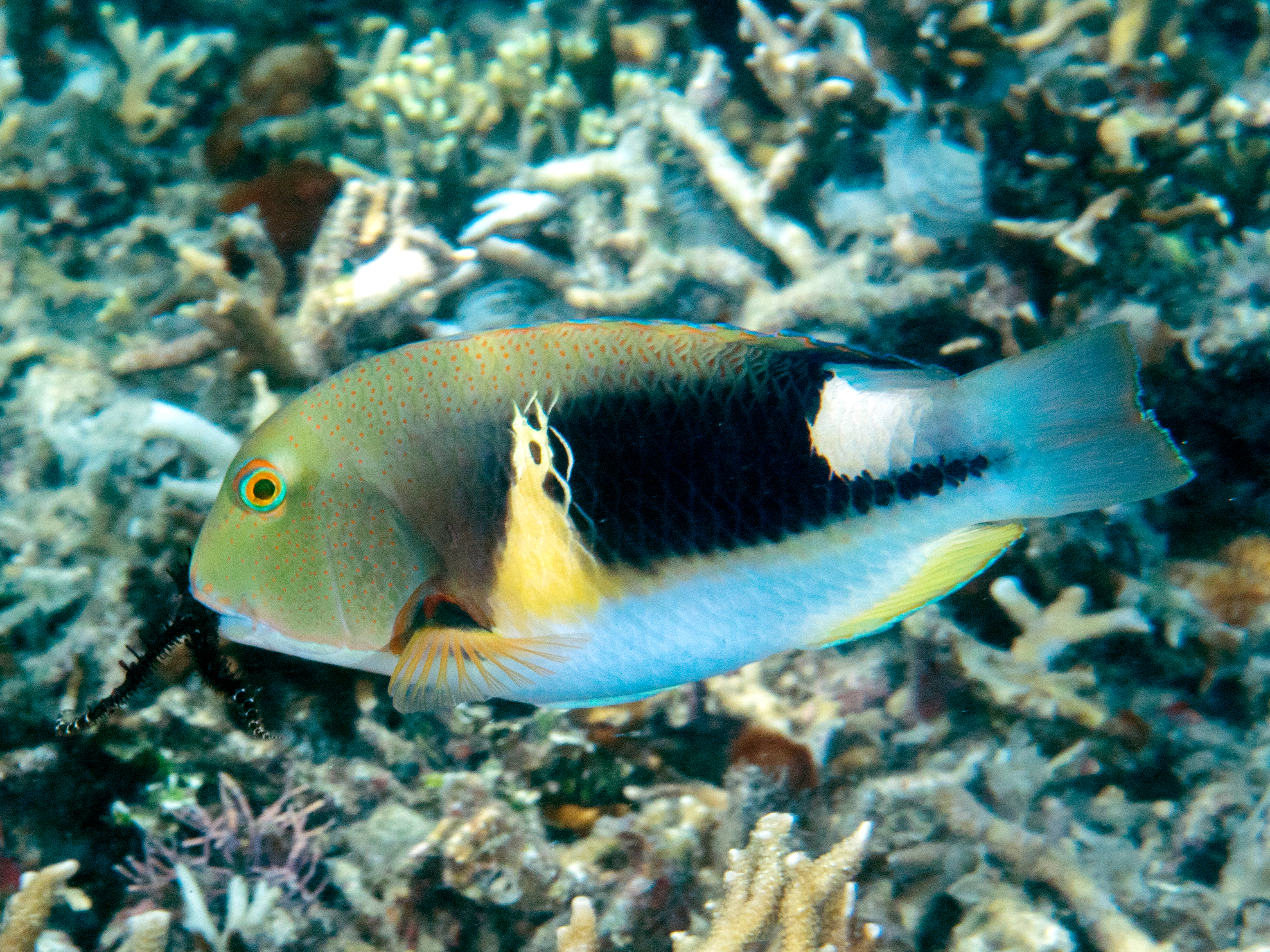
C. anchorago

Chiều dài lớn nhất được ghi nhận ở C. anchorago là 50 cm. Cá trưởng thành có thân trên và vùng đầu phía trên miệng màu xám sẫm, lốm đốm các chấm màu cam ở vùng màu xám này. Ngay giữa thân có một vùng màu đen, được ngăn cách với vùng xám ở đầu bởi một vệt hình chóp nhọn màu vàng hoặc trắng ở sau vây ngực. Vùng thân còn lại có màu trắng. Vây hậu môn màu vàng. Vây đuôi thường có màu trắng (vàng ở một vài cá thể). Cá con màu nâu với các vệt sọc trắng trên thân.
Số gai ở vây lưng: 13; Số tia vây ở vây lưng: 7; Số gai ở vây hậu môn: 3; Số tia vây ở vây hậu môn: 9; Số tia vây ở vây ngực: 15–16; Số gai ở vây bụng: 1; Số tia vây ở vây bụng: 5.

## Sinh thái học
Thức ăn của C. anchorago là những loài động vật có vỏ cứng, bao gồm giáp xác, nhuyễn thể và cầu gai. C. anchorago là một trong số ít loài thuộc họ Cá bàng chài được ghi nhận là có hành vi dùng đá làm đe để đập vỡ vỏ của con mồi. Một cá thể của loài C. anchorago được quan sát ngoài khơi Palau khi đang dùng vây ngực thổi cát để bắt một con mồi thuộc ngành động vật thân mềm. Sau đó, C. anchorago giữ con mồi trong miệng và đập liên tục vào một tảng đá đến khi lớp vỏ cứng của con mồi vỡ vụn. Những loài còn lại cũng được biết đến với hành vi này là Halichoeres garnoti, Thalassoma hardwicke, Choerodon graphicus và Choerodon schoenleinii.

## Thương mại
C. anchorago chủ yếu được bán trong các chợ cá, đôi khi cũng được thu thập trong ngành buôn bán cá cảnh.

### Trích dẫn
- Gomon, Martin F. (2017). "A review of the tuskfishes, genus Choerodon (Labridae, Perciformes), with descriptions of three new species" (PDF). Memoirs of Museum Victoria. Quyển 76. tr. 1–111. doi:10.24199/j.mmv.2017.76.01.